# Ньюарк (Огайо)
Нью́арк (англ. Newark) — город в штате Огайо, США. Является окружным центром округа Ликинг. В 2010 году в городе проживало 47 573 человека, 20-й по населению город в Огайо.
В городе находятся археологические объекты — хоупвеллские земляные валы Ньюарка, построенные в 250—500 годах нашей эры.

## География
По данным Бюро переписи населения США площадь города составляет 55,35 км², из которых 54,08 км² занимает суша, а 1,27 км² — вода. Ньюарк находится на южном и северном притоках реки Ликинг.

## История
Ньюарк был основан в 1802 году Уильямом Шенком, Д. У. Бернетом и Джоном Куммисом, поселенцами из Нью-Джерси. Новый город был назван в честь родного города Шенка — Ньюарка в Нью-Джерси. В 1808 году был создан округ Ликинг, и Ньюарк стал его административным центром. Так как население города стремительно росло, по законам штата он был инкорпорирован в 1833 году. В богатом природными ископаемыми регионе (железо, кремний, нефть) были созданы компании Holophane, Heisey и Owens Corning Fiberglass. Здание окружного суда было построено в 1876 году.

## Население

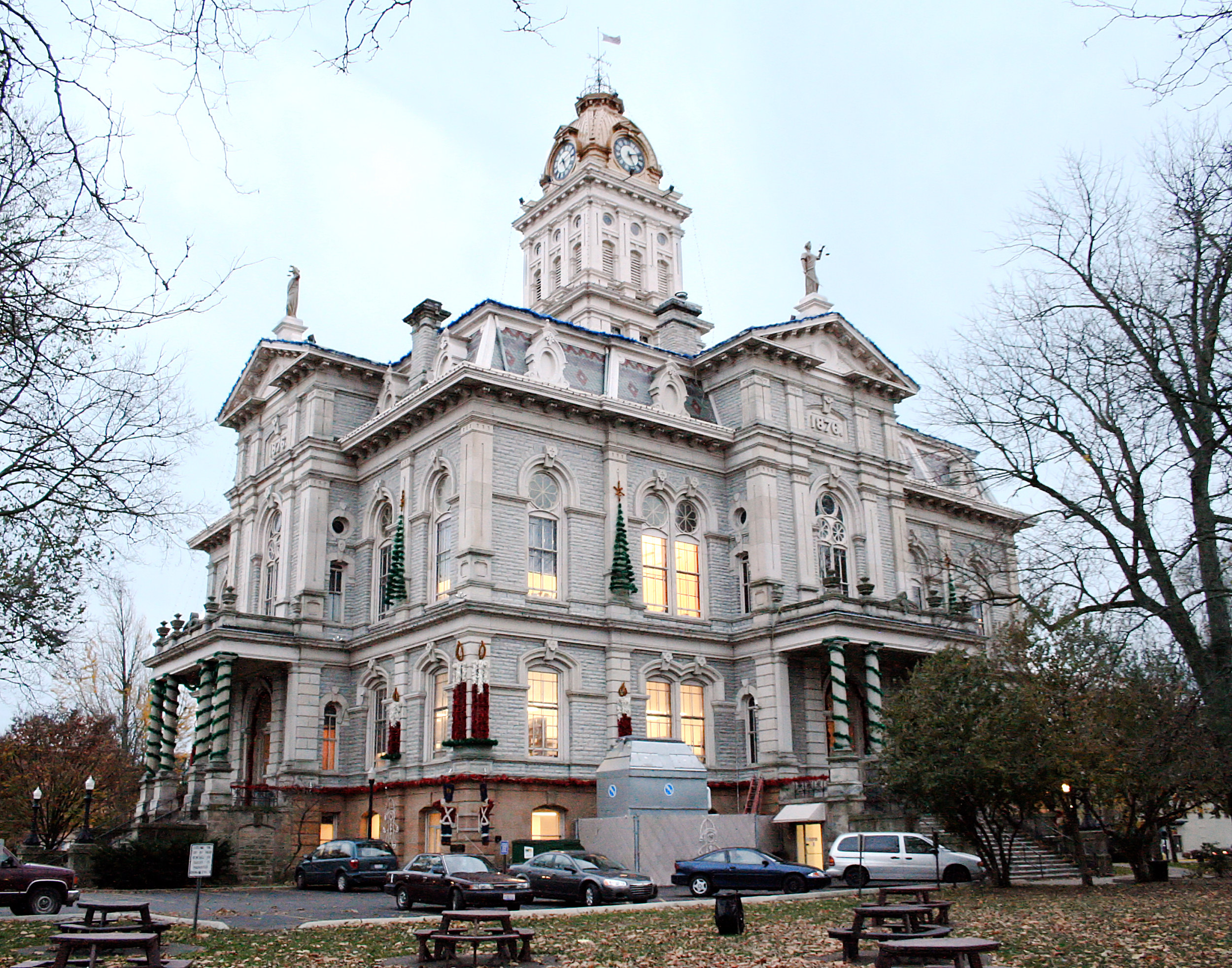
Здание суда

По данным переписи 2010 года население Ньюарка составляло 47 573 человека (из них 47,8 % мужчин и 52,2 % женщин), было 19 840 домашних хозяйства и 12 057 семей. Расовый состав: белые — 92,8 %, афроамериканцы — 3,3 %, коренные американцы — 0,3 %, азиаты — 0,6 % и представители двух и более рас — 2,6 %.
Из 19 840 домашних хозяйств 40,7 % представляли собой совместно проживающие супружеские пары (15,3 % с детьми младше 18 лет), в 14,8 % домохозяйств женщины проживали без мужей, в 5,3 % домохозяйств мужчины проживали без жён, 39,2 % не имели семьи. В среднем домашнее хозяйство вели 2,35 человека, а средний размер семьи — 2,94 человека. В одиночестве проживали 31,9 % населения, 12,3 % составляли одинокие пожилые люди (старше 65 лет).
Население города по возрастному диапазону распределилось следующим образом: 24,0 % — жители младше 18 лет, 61,5 % — от 18 до 65 лет и 14,5 % — в возрасте 65 лет и старше. Средний возраст населения — 37,3 года. На каждые 100 женщин приходилось 91,5 мужчин, при этом на 100 совершеннолетних женщин приходилось уже 87,8 мужчин сопоставимого возраста.
В 2014 году из 37 175 трудоспособных жителей старше 16 лет имели работу 21 120 человек. При этом мужчины имели медианный доход в 41 465 долларов США в год против 31 715 долларов медианного дохода у женщин. В 2014 году медианный доход на семью оценивался в 50 695 $, на домашнее хозяйство — в 36 679 $. Доход на душу населения — 21 388 $. 18,3 % от всего числа семей и 22,1 % от всей численности населения находилось на момент переписи за чертой бедности.
Динамика численности населения:
|  |